# Alenka Smerkolj
Alenka Smerkolj, slovenska  političarka in profesorica, * 15. december 1963, Ljubljana.
Več kot 25 let je delovala na področju mednarodnega poslovanja in finančnih trgov. Svoje izkušnje je pridobila v NLB.  
Od 15. oktobra 2014 do imenovanja za ministrico je opravljala funkcijo državne sekretarke v Službi Vlade Republike Slovenije za razvoj in evropsko kohezijsko politiko.
19. novembra 2014 je bila imenovana za ministrico, pristojno za področje razvoja, strateške projekte in kohezijo v 12. vladi Republike Slovenije pod vodstvom Mira Cerarja. Funkcijo je opravljala do konca mandata 13. septembra 2018.
Leta 2019 je bila kot prva ženska imenovana na mesto generalne sekretarke Alpske konvencije, ki ima sedež v Innsbrucku.